# Hannah Kohn
Hannah Kohn (* 18. Juni 2003 in Ulm) ist eine deutsche Volleyballspielerin.

## Karriere
Kohn war als Kind zunächst im Turnen aktiv und begann mit elf Jahren beim VfB Ulm mit dem Volleyball. Hier wurde sie 2018 im Beachvolleyball deutsche U17-Meisterin und U18-Vizemeisterin. 2019 schaffte sie den Aufstieg in die 3. Liga. Danach wechselte die Zuspielerin zu Allianz MTV Stuttgart, wo sie zunächst zwei Jahre in der 2. Bundesliga Süd spielte. 2021/22 rückte sie in das Stuttgarter Bundesliga-Team auf und wurde hier deutsche Meisterin und Pokalsiegerin. Außerdem stand sie im Finale des europäischen CEV-Pokals. 2023 konnte sie die deutsche Meisterschaft verteidigen und erreichte mit der deutschen Universitäts-Nationalmannschaft bei den Summer World University Games in Chengdu (China) den sechsten Platz. Anschließend wechselte Kohn zu den Roten Raben Vilsbiburg und 2024 zum SSC Palmberg Schwerin. Dort etablierte sie sich im Laufe der Saison als Stammzuspielerin und gewann erneut die deutsche Meisterschaft.

## Privates
Kohns Bruder Simon Kohn spielt ebenfalls in der ersten Liga Volleyball.